# N.F.-Board
Das N.F.-Board (auch NF-Board, fälschlicherweise Nouvelle Fédération-Board) war ein 2003 gegründeter Fußballverband für Nationalmannschaften, deren Verbände nicht Mitglied der FIFA sind, sowie Regional- und Volksauswahlen. Der Verband war Ausrichter des Viva World Cups, der zwischen 2006 und 2012 ausgetragen wurde. Nach internen Streitigkeiten beim N.F.-Board gründete sich 2013 die Confederation of Independent Football Associations.

## Geschichte
Das N.F.-Board wurde am 12. Dezember 2003 im belgischen Brüssel von Christian Michelis, Jean-Luc Kit, Thierry Marcadé und Luc Misson unter dem Namen Non FIFA Board gegründet. Später umbenannt in N.F.-Board, konnten Auswahlmannschaften verschiedener Nationen, Abhängigkeitsgebiete, nicht anerkannte Staaten, Minderheiten, staatenlose Völker, Regionen und Mikronationen beitreten, unabhängig davon, ob der Staat oder die Region, die sie vertreten, von den Vereinten Nationen oder der FIFA anerkannt wird oder nicht.
Im Jahr 2005 ging das N.F.-Board mit der Unrepresented Nations and Peoples Organization (UNPO) eine Kooperation ein. Dadurch erhielten die Mitglieder der UNPO eine vorläufige Mitgliedschaft beim N.F.-Board. Zudem wollten sie gemeinsam eine Weltmeisterschaft für Nicht-FIFA-Mitglieder ausrichten. 2011 erkannte der Wirtschafts- und Sozialrat der Vereinten Nationen das N.F.-Board an.
Das N.F.-Board organisierte zwischen 2006 und 2012 den fünfmal ausgetragenen Viva World Cup.
Während des Viva World Cup 2012 in Kurdistan verschwand eine größere Summe an Geld, welches für die Veranstaltung gedacht war. Daraufhin ermittelte die belgische Steuerbehörde. Es kam zu Streitigkeiten bei den Gründern. Bei der Jahreshauptversammlung 2013 in München trat Michelis als Präsident zurück, was jedoch vom Verband nicht akzeptiert wurde, da es noch viele, insbesondere finanzielle, Unregelmäßigkeiten während seiner Präsidentschaft gab, die erst untersucht werden sollten. Michelis bestritt dies. Der Verband suspendierte ihn daraufhin. Dadurch zerfiel die Organisationsstruktur und der Verband existierte nur noch auf dem Papier.
Der schwedische Schiedsrichter Per-Anders Blind, der auch bei Viva-World-Cup-Spielen pfiff, nahm an der Jahreshauptversammlung in München teil und wurde danach von unterschiedlichen Mitgliedsverbänden angesprochen, den Grundgedanken des N.F.-Boards weiterzuführen. Daraufhin gründete Blind im Juli 2013 die Confederation of Independent Football Associations.
Im Sommer 2014 wurde das N.F.-Board laut eigener Aussage neugegründet. Es existiert zwar ein Präsidium, dieses übt aber sonst keine Tätigkeiten wie eine erneute Ausrichtung eines Wettbewerbs aus.

## Mitglieder
Das N.F.-Board hat (Stand April 2017) laut eigener Aussage kein einziges aktives Mitglied, dafür jedoch 27 assoziierte sowie 26 ehemalige und suspendierte Mitglieder.
Obwohl das N.F.-Board Pohnpei als assoziiertes Mitglied listet, gab der ehemalige Auswahltrainer des Teams Paul Watson bekannt, dass der Fußballverband Pohnpeis nie dem N.F.-Board beigetreten ist.
| Land/Gebiet/Volk              | Verband                                          | Kürzel | Kontinent     | Status      |
| ----------------------------- | ------------------------------------------------ | ------ | ------------- | ----------- |
| Aram                          | Aramean Syriac Football Association              | SRY    | Asien         | suspendiert |
| Casamance                     | Casamence Fédération de Football                 | CSM    | Afrika        | assoziiert  |
| Chagos                        | Chagos Football Association                      | IOT    | Asien         | suspendiert |
| Cilento                       | Nazionale di Calcio Del Cilento                  | CIL    | Europa        | assoziiert  |
| Darfur                        | Darfur Football Association                      | DAR    | Afrika        | suspendiert |
| Esperantujo                   | Tutmonda Esperanto Futbala Asociacio             | ESO    | keiner        | assoziiert  |
| Franken                       | ?                                                | FKE    | Europa        | suspendiert |
| Freistaat Rijeka              | ?                                                | RIJ    | Europa        | assoziiert  |
| Fulbe                         | Federation Peule de Football                     | PEU    | Afrika        | assoziiert  |
| Fürstentum Seborga            | Federazione Calcistica del Principato di Seborga | SBG    | Europa        | assoziiert  |
| Gagausien                     | Găgăuzia Fotbal Federatia                        | GGZ    | Europa        | assoziiert  |
| Gozo                          | Gozo Football Association                        | GOZ    | Europa        | assoziiert  |
| Grönland                      | Kalaallit Arsaattartut Kattuffiat                | GRL    | Asien         | suspendiert |
| Himalaya                      | Himalaya Football Federation                     | HIM    | Asien         | assoziiert  |
| Îles d’Hyères                 | Football Association des Iles d'Or               | IOR    | Europa        | ehemalig    |
| Kaskadien                     | Cascadia Association Football Federation         | CCD    | Nordamerika   | suspendiert |
| Kiribati                      | Kiribati Islands Football Association            | KIR    | Ozeanien      | suspendiert |
| Königreich beider Sizilien    | ?                                                | R2S    | Europa        | assoziiert  |
| Kosaken                       | Kasak Football Federation                        | CSK    | Europa        | suspendiert |
| Autonome Region Kurdistan     | Kurdish Football Association                     | KUR    | Asien         | suspendiert |
| Labaj                         | ?                                                | LBJ    |               | assoziiert  |
| Lappland (Sápmi)              | Sámi Football Association                        | SAP    | Europa        | suspendiert |
| Massai                        | Football Association Maasai                      | MAS    | Afrika        | assoziiert  |
| Monaco                        | Fédération Monégasque de Football                | MCO    | Europa        | suspendiert |
| NFB-AFRICA                    | ?                                                | 22A    | Afrika        | ehemalig    |
| NFB-EUROPE                    | ?                                                | 55B    | Europa        | ehemalig    |
| Okzitanien                    | Asociación de Fútbol de Occitania                | OCC    | Europa        | suspendiert |
| Osterinsel                    | Isla de Pascua – Rapa Nui Asociación de Fútbol   | RPN    | Südamerika    | assoziiert  |
| Padanien                      | Lega Federale Calcio Padania                     | PAD    | Europa        | assoziiert  |
| Pohnpei                       | Pohnpei Soccer Association                       | POH    | Ozeanien      | assoziiert  |
| Provence                      | Fédération Provençale de Football                | PRO    | Europa        | assoziiert  |
| Raetia                        | Fussballauswahl Raetia                           | RAE    | Europa        | suspendiert |
| Roma                          | Fédération Rom de Football                       | RMS    | Europa        | assoziiert  |
| Sansibar                      | Zanzibar Football Federation                     | ZAN    | Afrika        | suspendiert |
| Sardinien                     | ?                                                | SAR    | Europa        | assoziiert  |
| Saugeais                      | Fédération Saugette de Football                  | SGE    | Europa        | assoziiert  |
| Sealand                       | Sealand Football Association                     | SEA    | Europa        | assoziiert  |
| Skåneland                     | ?                                                | SKA    | Europa        | suspendiert |
| Somaliland                    | Somaliland Football Association                  | SMD    | Afrika        | suspendiert |
| Staatenlose                   | Football Association of Apatrides                | XXA    | keiner        | assoziiert  |
| Südkamerun                    | Southern Cameroons Association                   | CNM    | Afrika        | assoziiert  |
| Südliche Molukken             | Maluku Football Association                      | MLQ    | Asien         | assoziiert  |
| Südniedersachsen              | Südniedersächsischer Fußballbund                 | BSX    | Europa        | ehemalig    |
| Szekler                       | ?                                                | SZE    | Europa        | suspendiert |
| Tamil Eelam                   | Tamileelam Football Association                  | LKT    | Asien         | assoziiert  |
| Tibet                         | Tibetan National Football Association            | TIB    | Asien         | suspendiert |
| Tschetschenien                | Chechnya Football Federation                     | CNY    | Asien         | ehemalig    |
| Türkische Republik Nordzypern | Kıbrıs Türk Futbol Federasyonu                   | TNC    | Europa        | suspendiert |
| Wallonien                     | Fédération Wallonne de Football                  | WLN    | Europa        | assoziiert  |
| Westindische Föderation       | West Indies Football Association                 | WIN    | Mittelamerika | assoziiert  |
| Westpapua                     | West Papua Football Association                  | WPA    | Asien         | assoziiert  |
| Westsahara                    | Fédération Sahraoui du Footballe                 | ESH    | Afrika        | suspendiert |
| Yap                           | Yap Soccer Association                           | YAP    | Ozeanien      | assoziiert  |